# Ospedale Schweitzer
L'ospedale Schweitzer è una struttura sanitaria di carattere sia ospedaliero che ambulatoriale sita nella città di Lambaréné, capoluogo della provincia di Moyen-Ogooué, nella parte occidentale del Gabon, in Africa.  La struttura fu fondata nel 1913 dal medico e filosofo alsaziano Albert Schweitzer, da cui derivò il nome.

## La storia
Nel 1930 Schweitzer costituì a Colmar l'Associazione, di diritto francese,  dell'Ospedale Schweitzer a Lambaréné, diventandone il primo presidente. Un anno prima di morire, Schweitzer designò come successore della propria opera Walter Munz, chirurgo svizzero che aveva collaborato con lui dal 1961 al 1963, e come direttrice amministrativa dell'opera la figlia Rhena.
L'associazione acquistò anche una seconda proprietà a Lambaréné nel 1966 grazie alla generosità del comitato inglese. Su questo terreno sarebbe stato edificato il nuovo ospedale tra il 1975 e il 1981. Walter Munz, che assunse la direzione medica dopo la morte di Schweitzer, nonché un interim di diversi mesi nella direzione amministrativa, concluse il suo mandato a Lambaréné nel 1969. Munz ha scritto diversi libri di ricordi africani, tra cui Albert Schweitzer nel ricordo degli africani, in cui testimonia le esperienze straordinarie vissute in Gabon ed esorta i Gabonesi stessi a fare il possibile per migliorare il proprio Paese. Nel 1971 l'Associazione dell'Ospedale Schweitzer a Lambaréné si dotò di un nuovo statuto, un nuovo presidente e un nuovo nome: si chiamava ormai Associazione internazionale dell'ospedale Albert Schweitzer a Lambaréné e della sua Opera (AISL), presieduta da Lawrence Gussman. L'AISL creò dunque due commissioni: una Commissione "Opera spirituale", per diffondere e pubblicare l'opera spirituale di Schweitzer, e una "Commissione Ospedale", per gestire l'ospedale Schweitzer dall'estero. Gravi difficoltà finanziarie nel 1974 costrinsero i responsabili a chiudere il reparto maternità. La decisione suscitò una rivolta nella popolazione gabonese, spingendo lo Stato ad accordare un sostegno finanziario all'ospedale. Con la distanza geografica si riconobbero ben presto le difficoltà dell'AISL a gestire l'ospedale Schweitzer. Di conseguenza, durante la riunione straordinaria dell'AISL del 28 settembre 1974 a Strasburgo, si decise di creare una fondazione gabonese con un Consiglio di Fondazione Internazionale, denominata Fondazione Internazionale dell'Ospedale Schweitzer a Lambaréné (FISL). Come afferma lo stesso Munz, oggi l'AISL si concentra ormai su tre direttrici d'attività:
- gestione della proprietà fondiaria e dell'archivio Schweitzer a Gunsbach;
- gestione, pubblicazione e diffusione dell'opera spirituale e intellettuale del grande medico;
- riunione delle diverse associazioni nazionali di aiuto all'ospedale Schweitzer e assicurazione di una piattaforma di dialogo tra loro.

Ciò che spinse Schweitzer a fondare il proprio ospedale proprio a Lambaréné, fu il nome stesso del villaggio: Lambaréné, infatti, significa vogliamo provare. Tale significato etimologico, tra l'altro molto profondo e dalla forte ascendenza simbolica, si ricollega alle origini storiche del villaggio stesso. La storia narra infatti che la tribù dei Karua, antenati della popolazione indigena, che viveva a nord del grande fiume Ogooué, poiché soggetta ai continui attacchi delle vicine popolazioni belligeranti del nord, decise di spostarsi sull'altro lato dell'isola per vedere se così ci sarebbe stata finalmente la pace. Una volta giunti sull'isola, circondati dalla foresta vergine, dissero: Lambaréné, ossia vogliamo provare se qui troveremo finalmente la pace.

## La struttura
L'ospedale Schweitzer è ubicato su una collinetta della riva destra dell'Ogooué, a circa sei chilometri dal centro cittadino di Lambaréné. Il nuovo ospedale fu costruito tra il 1976 e il 1981 ed è costituito da un vasto complesso suddiviso in più zone: 
- zona ospedaliera, costituita dai padiglioni dell'ospedale attuale, che comprendono il policlinico, i servizi sanitari, l'amministrazione e le costruzioni contenenti i servizi tecnici;
- zona residenziale, con gli alloggi del personale gabonese;
- zona storica, ossia il vecchio ospedale del dott. Schweitzer da lui costruito nel 1927;
- zona Village Lumière, destinata ai lebbrosi.

La proprietà della fondazione Schweitzer si estende su una superficie di 110 ettari ed è abitata da 550 persone (villaggio-ospedale). Dal 1981 l'ospedale Albert Schweitzer ha consolidato le cure ambulatoriali e ospedaliere (blocco operatorio e chirurgia, medicina generale e tropicale, pediatria, maternità e ginecologia); le visite mediche e le cure di prima necessità; le cure dentarie (clinica dentistica); le cure preventive (protezione materna e infantile - PMI, unità mobile della clinica dentistica); le cure fornite per la solidarietà nazionale (villaggio dei lebbrosi, psichiatria, geriatria, ricerca).

## I reparti

### Laboratorio e radiologia
Il servizio di laboratorio effettua esami ematologici, per la diagnosi di anemia e malaria; analisi chimiche e sierologiche per la ricerca di epatiti, AIDS, malattie veneree. Inoltre dispone di una banca del sangue per le trasfusioni. La radiologia usufruisce di due sale rinnovate nel 1997.

### Medicina generale e tropicale
Il padiglione di medicina generale e tropicale, dedicato al Dott. René Kopp, è stato costruito nel 1975, e sostituito nel 1995 da una nuova costruzione finanziata dalla sovvenzione della cooperazione francese. Le patologie più frequenti sono le malattie infettive delle vie respiratorie, del tubo digerente e di altri organi. Non del tutto scomparse sono ancora la tubercolosi, la malaria, la framboesia, la lebbra, le malattie sessualmente trasmissibili e le epatiti. Crescenti sono i casi di AIDS, molto diffuse le malattie cardiovascolari e il diabete mellito. Patologie come la poliomielite, il tetano, il vaiolo sono ormai un ricordo, grazie agli sforzi preventivi delle campagne di vaccinazione sostenute dall'ospedale Schweitzer e dal servizio sanitario pubblico.

### I servizi di chirurgia
L'ospedale è dotato di due unità operatorie separate: il padiglione CHIR I, per i malati asettici,  e CHIR II, per i malati settici. I posti letto in totale sono 36, di cui 4 riservati ai pazienti in cura intensiva. Le unità operatorie, perfettamente attrezzate, dispongono di aria condizionata, gas anestetici moderni (che consentono di praticare anche l'anestesia spinale), attrezzature per l'elettrochirurgia, la chirurgia endoscopica urinaria, endoscopica diagnostica per i bronchi e l'apparato digerente superiore e inferiore. Le patologie chirurgiche più diffuse sono ernie di diverso tipo, anche strozzate e lombari. Rari invece i calcoli biliari e urinari. La struttura è in grado di effettuare il drenaggio di liquidi pleurici e dello pneumotorace. Le uniche discipline operatorie mancanti sono quelle del torace e del sistema nervoso centrale.
L'aumento del traffico stradale e del lavoro intenso ed esposto nei cantieri forestali, hanno aumentato i casi di traumatologia. Viene praticata anche la chirurgia ginecologica.

### Maternità e ginecologia
Il servizio di maternità e ginecologia è fondamentale per la popolazione gabonese, a causa dell'enorme diffusione di malattie ginecologiche infettive e tumorali nel territorio. Le donne affette da queste patologie si recano tardivamente in ospedale, pertanto spesso occorre ricorrere alla chirurgia. La sterilità è vissuta dal paziente come un problema sociale e individuale, dunque la cura deve considerare anche le implicazioni psicologiche e sociali, oltre che prettamente mediche. Le visite ginecologiche sono garantite da chirurghi, a causa della mancanza di un medico ginecologo assunto a tempo pieno (per insufficienza di mezzi). Il numero crescente di parti, da 400 a 700 fino al 1997, dimostra l'importanza che il servizio maternità riveste per la popolazione locale.

### Pediatria
Il servizio di pediatria è autonomo, ed è costituito da un padiglione riservato alle visite e alle urgenze, e da un altro settore destinato al ricovero (con 30 letti).
Il servizio PMI è annesso alla pediatria. Le patologie pediatriche affrontate sono rappresentate perlopiù da malattie infettive, tra cui la malaria, infezioni respiratorie e otorinolaringoiatriche. Diffuse anche tubercolosi, meningite, gastroenterite e grandi ulcere. Le malattie infantili sono spesso causate da malnutrizione e avitaminosi. Frequenti anche i tumori (benigni e maligni) e il labbro leporino. Le infezioni sono diagnosticate empiricamente, poiché mancano i mezzi tecnici per effettuare la ricerca batteriologica. Lo stesso accade per la diagnosi della patologia più frequente: la diarrea. I pazienti vengono trattati con antibiotici, e il decorso in genere è abbastanza buono.

### Psichiatria
Il reparto di psichiatria dell'ospedale Schweitzer è stato il primo nel territorio africano. Il dott. Albert Schweitzer, infatti, avendo riconosciuto l'isolamento umano e sociale come fonte di grandi sofferenze, aveva dotato il vecchio ospedale di un alloggio per i casi sociali, sebbene nell'assetto familiare gabonese raramente essi andavano incontro a isolamento. Oggi l'ospedale offre ospitalità a persone abbandonate e dispone di posti letto per ricoverare i pazienti che hanno ricevuto la diagnosi di malattia mentale. La formulazione di tale diagnosi non è semplice, a causa delle difficoltà di espressione linguistica e di comunicazione tra malati e personale sanitario.

### Clinica dentistica
La prima clinica dentistica permanente dell'ospedale Schweitzer è stata inaugurata nel 1968, dal dentista Hans Gunther Hilgers. Dopo due anni di interruzione è stata riaperta dal medico dentista svizzero Jean-François Guignard. Dal 1986 si occupa della gestione della clinica lo SDI (soccorso dentistico internazionale), fondazione svizzera creata proprio dal Guignard e da un gruppo di altri dentisti. Oggi lo SDI invia per due mesi o più giovani dentisti svizzeri e tedeschi, per perpetuare il funzionamento della clinica e per assicurare il servizio dentistico alla popolazione locale. All'attività della clinica è stato affiancato un servizio mobile, dotato di macchine con tutte le attrezzature dentistiche necessarie, con lo scopo di dispensare cure anche alle scuole di Lambaréné e dei territori adiacenti. L'OMS ha qualificato il servizio ospedaliero e quello mobile come modello per la terra d'Africa.